# Гогель, Фёдор Григорьевич
Фёдор Григорьевич Гогель (также Гогель 2-й; 1775—1827) — российский командир эпохи наполеоновских войн, генерал-лейтенант.

## Биография
Из российских дворян; родился в Саратове 1 (12) марта 1775 года. В 1785 году записан вахмистром в Конный лейб-гвардии полк и отправлен для образования во Францию, откуда возвратился в 1791 году. В 1792 году был произведён в капитаны Санкт-Петербургского драгунского полка; в 1794 году переведён в Московские полевые батальоны, из которых при Павле I был составлен Московский гарнизонный Архарова полк.
С 24 ноября 1800 года — полковник. В 1803 году был переведён во вновь формируемый 20-й егерский полк и 1 февраля 1804 года назначен его командиром; 24 апреля того же года он получил в командование 5-й егерский полк, с которым в кампанию 1805 года сражался под Аустерлицем, своей стойкостью дав возможность отряду Дохтурова соединиться с армией Кутузова.

Во вторую войну с французами, в 1807 году, полк Гогеля находился в авангарде и 12 января, вместе с полком Лошкарева, захватил Либштадт. За отличия при Либштадте и Морунгене Гогель получил орден Св. Анны 2-й степени. В сражении при Прейсиш-Эйлау Гогель неоднократно водил в атаку свой полк и 27 декабря 1807 года был награждён орденом Св. Георгия 4-го класса за № 821 
В воздаяние отличного мужества и храбрости, оказанных в сражении 24 мая против французских войск при Гутштате, где атаковал с полком штыками в лесу неприятельскую пехоту, которую, хотя и была в несоразмерном количестве, выбил из лесу и против новых сил удерживался.
За Гейльсбергское сражение получил орден Св. Владимира 3-й степени. Под Фридландом поле сражения он оставил одним из последних. За подвиги в войну 1807 года его 5-й егерский полк получил серебряные трубы.
В 1812 году Гогель командовал 3-й бригадой в 26-й пехотной дивизии (Паскевича) и участвовал с ней в боях под Могилевом; в Смоленске защищал Королевский редут от атак Мюрата и Нея, а в Бородинском бою дрался на Шевардинском редуте. После Тарутинского сражения поступил с дивизией под начальство Платова и участвовал во всех делах при отступлении Наполеона. За преследование французов от Малоярославца до Красного получил чин генерал-майора и орден Св. Анны 1-й степени.

В заграничном походе участвовал в блокаде Модлина. Под Гамбургом, 4 января 1813 года, при ночном нападении на укрепления Горн и Гагум, взял 900 человек в плен, а 5 февраля отличился при взятии о-ва Вильгельмсбурга. Орденом Св. Георгия 3-го кл. № 358 был награждён 28 января 1814 года 
В воздаяние отличных подвигов мужества, храбрости и распорядительности, оказанных при атаке Гамбурга 13 января.
В 1816 году был назначен начальником 28-й пехотной дивизии, расположенной в Варшаве. В 1824 году произведён в генерал-лейтенанты. 
Умер 17 (29) апреля 1827 года близ Белой Церкви Васильковского уезда Киевской губернии, похоронен у города Дубно.

## Браки и дети
Первый брак - с Марией Александровной Юний. В браке родились сыновья:
- Григорий (1808—1881),
- Валериан (1814 — после 1856), в браке с Ольгой Ивановной Мейер (1812—?) было четверо детей: Владимир (03.08.1834—18.11.1909), Николай (1836—1870), Ольга (1838—?), Павел (1840—?).

Второй брак - с Каролиной Олизар (урожденной де Молло) (1800-?), бывшей женой польского поэта Густава Олизара. В браке родились сыновья:
- Александр (?-1851)
- Константин (? - до 1903)